# Trichomycteridae
Trichomycteridae — родина надродини Loricarioidea ряду сомоподібних. Складається з 8 підродин, 41 роду та 207 видів. Інші назви «соми-олівці», «паразитичні соми». Відомі скам'янілі зразки цих риб з раннього пліоцену.

## Опис
Загальна довжина представників цієї родини коливається від 2,6 до 30 см. Більшість сомів зовні нагадують в'юнів. Мають зазвичай 2-3 пари вусиків на верхній щелепі. Тулуб стрункий, подовжений, шкіра гладенька, позбавлена луски. Плавці часто мають колючки. Соми з підродини Glanapteryginae, родів Eremophilus і Miuroglanis не мають черевних плавців. Плавальний міхур знаходиться у кістковій капсулі. У більшості видів відсутній жировий плавець, він є лише у представників підродини Copionodontinae.
Забарвлення коливається від білого й сріблястого до темно-коричневого.

## Спосіб життя
Є доволі потайливими. Зустрічаються у річках та струмках зі швидкою течією, в нижній частині проливних річок, біля водоспадів, берегів островів, в підстилці з листя, піску, водоймах, розташованих на висоті 4000-4500 м над рівнем моря. Лише один вид Trichogenes longipinnis є пелагічним. Деякі види постійно живуть в зябрових порожнинах великих риб. Там вони й розмножуються.
Живляться безхребетними, дрібними водними комахами, слизом риб (мукофаги), лускою (лепідофаги), водоростями, плодами, ікрою та мальками риб. Інші живляться кров'ю на кшталт п'явок (є гематофагами), а наситившись, відвалюються. Серед цих сомів є нешкідливі сомики, які харчуються дрібними безхребетними.
Представники підродин Vandelliinae і Stegophilinae вважаються паразитичними рибами. Деякі види небезпечні для людини, зокрема Vandellia cirrhosa. Інші є частиною північної перуанської кухні.

## Розповсюдження
Поширені у водоймах Центральної та Південної Америки: від Коста-Рики до Чилі й Аргентини.

## Підродини та роди
- Підродина Copionodontinae
  - Рід Copionodon
  - Рід Glaphyropoma
- Підродина Glanapteryginae
  - Рід Glanapteryx
  - Рід Listrura
  - Рід Pygidianops
  - Рід Typhlobelus
- Підродина Sarcoglanidinae
  - Рід Ammoglanis
  - Рід Malacoglanis
  - Рід Microcambeva
  - Рід Sarcoglanis
  - Рід Stauroglanis
  - Рід Stenolicmus
- Підродина Stegophilinae
  - Рід Acanthopoma
  - Рід Apomatoceros
  - Рід Haemomaster
  - Рід Henonemus
  - Рід Homodiaetus
  - Рід Megalocentor
  - Рід Ochmacanthus
  - Рід Parastegophilus
  - Рід Pareiodon
  - Рід Pseudostegophilus
  - Рід Schultzichthys
  - Рід Stegophilus
- Підродина Trichogeninae
  - Рід Trichogenes
- Підродина Trichomycterinae
  - Рід Bullockia
  - Рід Eremophilus
  - Рід Hatcheria
  - Рід Ituglanis
  - Рід Rhizosomichthys
  - Рід Scleronema
  - Рід Silvinichthys
  - Рід Trichomycterus
- Підродина Tridentinae
  - Рід Miuroglanis
  - Рід Tridens
  - Рід Tridensimilis
  - Рід Tridentopsis
- Підродина Vandelliinae
  - Рід Paracanthopoma
  - Рід Paravandellia
  - Рід Plectrochilus
  - Рід Vandellia